# 翟家所镇
翟家所镇，是中华人民共和国甘肃省白银市会宁县下辖的一个乡镇级行政单位。
2016年6月8日，甘肃省民政厅批复同意撤销翟家所乡，设立翟家所镇。

## 行政区划
翟家所镇下辖以下地区：
翟家所村、观音庙村、张城堡村、六房岔村、高咀村、新智村、焦家河村、陈家崖湾村、夏阳村、张家岔村、塬坪村和杜家大湾村。